# Герб Могилёвской области
Герб Могилёвской области (бел. Герб Магілёўскай вобласці) — официальный геральдический символ Могилёвской области Беларуси. Утверждён указом Президента Республики Беларусь № 1 от 3 января 2005 года. «Об учреждении официальных геральдических символов административно-территориальных единиц Могилёвской области».

## Описание
Официальное описание герба:
Герб Могилёвской области представляет собой изображение на золотом поле французского щита в овале голубого цвета Могилёво-Братской Божьей Матери. Внизу размещены три зелёных холма, на которых три червлёных колоса с золотыми стеблями. Щит окружён соединённым Андреевской лентой венком из золотых дубовых и лавровых листьев.

## Символика
В основу герба Могилевской области положен герб Могилевской губернии. В верхней части щита размещено изображение Божьей Матери как символ покровительства Могилёвским землям. Воспроизведена иконография Могилёво-Братской Богоматери, являющейся одной из четырёх прославленных икон Могилёвщины, известной с 1655 года. Икона признана чудотворной в католической и православной конфессиях.
Элементы представленного герба перекликаются в своей символике с элементами иконы «Спорительница хлебов», благословлённой для почитания старцем Амвросием Оптинским. Пречистая Дева изображена молящейся над хлебными нивами. Образ Богородицы расположен на щите овальной формы. Овал — символ полноты творения и совершенства, в данном изображении на гербе символизирует небесное око. Голубой цвет щита означает величие, красоту и ясность.
В нижней части щита сохранён сюжет исторического герба. Три холма говорят о ландшафте местности Могилёвщины и воспроизводят легенду о возникновении центра территориального образования. Зелёный цвет холмов — цвет надежды, изобилия, а также символ свободы. Несмотря на то что изображение трёх колосьев выстроено по законам современной стилистики, оно не потеряло прежнего звучания, являясь символом плодородия земли трёх основных районов, входящих в область, — Поднепровского, Друцко-Березинского и Сожско-Беседского. Каждый колос составлен из семи зёрен (число семь — символ полноты творения). Двадцать одно зерно в колосьях означает двадцать один район Могилёвской области.
Щит окружён золотыми дубовыми и лавровыми листьями, соединёнными Андреевской лентой. Дубовые ветки — символ героического прошлого, силы, мужества, памяти о погибших воинах, ветки лавра — символ славы и культурных достижений. Андреевская лента исторически изображалась на гербах губернских городов, связывая золотые дубовые ветви. Апостол Андрей Первозванный почитался святым патроном славянской земли, побывав в том числе и на территории нынешней Могилевской области. Цвет Андреевской ленты в основном совпадает с цветовым символом Богородицы.
Автор и художник герба и флага П.И. Димитриади.

## История

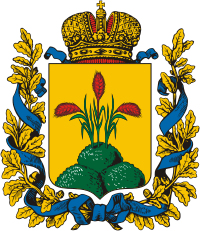
Герб Могилёвской губернии, 1878 год

Герб Могилёвской губернии, принятый 5 июля 1878 года, на основе которого был создан герб области, имел следующее описание:
В золотом щите тройная зелёная могила, на которой три червлёных, с зелёными листьями, колоса. Щит увенчан Императорскою короною и окружён золотыми дубовыми листьями, соединёнными Андреевскою лентою.
В советское время область не использовала герб, однако известен значок Могилёвского областного совета по туризму и экскурсиям, выпущенный в советское время. На этом значке в качестве герба области изображен стилизованный герб бывшей Могилёвской губернии Российской империи.
12 июля 2003 года Могилёвским областным Советом депутатов утверждены проекты герба и флага Могилевской области. От герба Могилёвской губернии проект герба области отличался изображением Богоматери, отсутствием короны, венком из лавровых и дубовых листьев (а не только дубовых, как на гербе губернии) и заменой Андреевской ленты лентой ордена Ленина, который область получила в 1967 году. Этот вариант герба и флага был выбран в ходе конкурса, который продолжался около четырёх месяцев.
Современный вариант герба принят в 2005 году, от проекта 2003 года он отличался заменой ленты ордена Ленина на Андреевскую ленту.